# ジャーマン・フットボール・リーグ
ジャーマン・フットボール・リーグ（英語: German Football League、略称：GFL）は、ドイツにおけるアメリカンフットボールの国内リーグである。1979年に発足した北米以外では最も歴史のあるリーグである。
ルールなどはNCAAのものをベースにしている。1999年にアメリカンフットボール・ブンデスリーガ（American-Football-Bundesliga）から改称した。

## 概要
16チームを8チームずつ南北カンファレンスに分け、各カンファレンス上位4チームがプレーオフに進み、勝ち抜いた2チームで「ジャーマンボウル」と呼ばれる決勝戦で選手権を争う。
ドイツはヨーロッパにおけるアメフト大国として知られ、「フットボール」と言えばアメフトを指すことが多い。サッカーのとこは「フースバル」と呼ばれる。

## チーム
| チーム                                                        | 創設年 | 本拠地                                                                         | 収容人数 |
| ------------------------------------------------------------- | ------ | ------------------------------------------------------------------------------ | -------- |
| GFL北                                                         |        |                                                                                |          |
| ベルリン・アデラー Berlin Adler                               | 1979年 | ベルリン フリードリヒ・ルートヴィヒ・ヤーン・シュポルトパルク                  | 19,708   |
| ベルリン・レーベルズ Berlin Rebels                            | 1987年 | ベルリン モムゼンシュタディオン                                                | 15,005   |
| ニューヨーカー・ライオンズ New Yorker Lions                   | 1987年 | ニーダーザクセン州 ブラウンシュヴァイク アイントラハト・シュタディオン         | 25,500   |
| ケルン・クロコダイルズ Cologne Crocodiles                     | 1980年 | ノルトライン＝ヴェストファーレン州 ケルン スポーツパーク・ホーエンバーグ       | 6,214    |
| ドレスデン・モナークス Dresden Monarchs                       | 1992年 | ザクセン州 ドレスデン ハインツ・ステイヤー・シュタディオン                     | 3,000    |
| パーダーボルン・ドルフィンズ Paderborn Dolphins               | 1992年 | パーダーボルン ホーム・デラックス・アレーナ                                    | 15,000   |
| キール・バルチックハリケーンズ Kiel Baltic Hurricanes         | 1988年 | シュレースヴィヒ＝ホルシュタイン州 キール キリア・プラッツ                     | 5,500    |
| ポツダム・ロイヤルズ Potsdam Royals                           | 2005年 | ブランデンブルク州 ポツダム カール・リープクネヒト・シュタディオン             | 10,787   |
| GFL南                                                         |        |                                                                                |          |
| アルゴイ・コメッツ Allgäu Comets                              | 1982年 | バイエルン州 ケンプテン イラーシュタディオン                                   | 4,500    |
| アンゴルシュタット・デュークス Ingolstadt Dukes               | 2007年 | ヘッセン州 インゴルシュタット                                                  | 12,542   |
| マールブルク・メルセナリズ Marburg Mercenaries                | 1991年 | ヘッセン州 マールブルク ジョージ・ガスマン・シュタディオン                     | 12,000   |
| ミュンヘン・カウボーイズ Munich Cowboys                       | 1979年 | バイエルン州 ミュンヘン ダンテシュタディオン                                   | 18,000   |
| ラーベンスブルク・レーザーバックス Ravensburg Razorbacks      | 1987年 | バーデン＝ヴュルテンベルク州 ラーベンスブルク リンデンホーフシュタディオン     |          |
| ザーラント・ハリケーンズ Saarland Hurricanes                  | 1982年 | ザールラント州 ザールブリュッケン ルートビヒスパークシュタディオン             | 16,000   |
| シュヴェービッシュハル・ユニコーンズ Schwäbisch Hall Unicorns | 1983年 | バーデン＝ヴュルテンベルク州 シュヴェービッシュハル オプティマ・スポーツパーク | 2,200    |
| シュトラウビング・スパイダーズ Straubing Spiders              | 1984年 | バーデン＝ヴュルテンベルク州 シュトラウビング VfB 1962                         | 12,000   |

## 地区歴代優勝チーム
| シーズン | 北地区                     | 南地区                     |
| 1979     | フランクフルター・レーベン | フランクフルター・レーベン |
| 1980     | フランクフルター・レーベン | ハーナウ・ホークス         |
| 1981     | フランクフルター・レーベン | アンスバッハ・グリズリーズ |
| 1982     | ケルン・クロコダイルズ     | アンスバッハ・グリズリーズ |
| 1983     | デュッセルドルフ・パンサー | アンスバッハ・グリズリーズ |
| 1984     | デュッセルドルフ・パンサー | アンスバッハ・グリズリーズ |
| 1985     | デュッセルドルフ・パンサー | アンスバッハ・グリズリーズ |

| シーズン | 北地区A                    | 北地区B            | 中地区                 | 南地区                     |
| 1986     | デュッセルドルフ・パンサー | ベルリン・アドラー | バーデナー・グリーフス | アンスバッハ・グリズリーズ |
| 1987     | デュッセルドルフ・パンサー | ベルリン・アドラー | バーデナー・グリーフス | ノリス・ラムズ             |

| シーズン | 北地区A                    | 北地区B            | 南地区A                        | 南地区B                    |
| 1988     | デュッセルドルフ・パンサー | ベルリン・アドラー | バート・ホンブルク・ファルケン | アンスバッハ・グリズリーズ |
| 1989     | レッド・バロンズ・ケルン   | ベルリン・アドラー | バーデナー・グリーフス         | ノリス・ラムズ             |
| 1990     | デュッセルドルフ・パンサー | ベルリン・アドラー | バーデナー・グリーフス         | ミュンヘン・カウボーイズ   |

| シーズン | 北地区                           | 南地区                               |
| 1991     | ベルリン・アドラー               | ノリス・ラムズ                       |
| 1992     | ベルリン・アドラー               | ミュンヘン・カウボーイズ             |
| 1993     | ケルン・クロコダイルズ           | ミュンヘン・カウボーイズ             |
| 1994     | ベルリン・アドラー               | ミュンヘン・カウボーイズ             |
| 1995     | デュッセルドルフ・パンサー       | ハーナウ・ホークス                   |
| 1996     | デュッセルドルフ・パンサー       | ノリス・ラムズ                       |
| 1997     | ハンブルク・ブルーデビルズ       | ハーナウ・ホークス                   |
| 1998     | ブラウンシュヴァイク・ライオンズ | シュトゥットガルト・スコーピオンズ   |
| 1999     | ブラウンシュヴァイク・ライオンズ | リュッセルスハイム・レイザーバックス |
| 2000     | ケルン・クロコダイルズ           | ミュンヘン・カウボーイズ             |
| 2001     | ハンブルク・ブルーデビルズ       | ミュンヘン・カウボーイズ             |
| 2002     | ブラウンシュヴァイク・ライオンズ | ライン・マイン・レイザーバックス     |
| 2003     | ブラウンシュヴァイク・ライオンズ | ライン・マイン・レイザーバックス     |
| 2004     | ブラウンシュヴァイク・ライオンズ | マールブルク・マーセナリーズ         |
| 2005     | ブラウンシュヴァイク・ライオンズ | マールブルク・マーセナリーズ         |
| 2006     | ブラウンシュヴァイク・ライオンズ | マールブルク・マーセナリーズ         |
| 2007     | ブラウンシュヴァイク・ライオンズ | シュトゥットガルト・スコーピオンズ   |
| 2008     | キール・バルティックハリケーンズ | マールブルク・マーセナリーズ         |
| 2009     | ベルリン・アドラー               | シュヴェービッシュハル・ユニコーンズ |
| 2010     | キール・バルティックハリケーンズ | マールブルク・マーセナリーズ         |
| 2011     | キール・バルティックハリケーンズ | シュヴェービッシュハル・ユニコーンズ |
| 2012     | キール・バルティックハリケーンズ | シュヴェービッシュハル・ユニコーンズ |
| 2013     | ニューヨーカー・ライオンズ       | シュヴェービッシュハル・ユニコーンズ |
| 2014     | ニューヨーカー・ライオンズ       | シュヴェービッシュハル・ユニコーンズ |
| 2015     | ニューヨーカー・ライオンズ       | シュヴェービッシュハル・ユニコーンズ |
| 2016     | ニューヨーカー・ライオンズ       | シュヴェービッシュハル・ユニコーンズ |
| 2017     | ニューヨーカー・ライオンズ       | シュヴェービッシュハル・ユニコーンズ |
| 2018     | ニューヨーカー・ライオンズ       | シュヴェービッシュハル・ユニコーンズ |
| 2019     | ニューヨーカー・ライオンズ       | シュヴェービッシュハル・ユニコーンズ |
| 2020     | コロナのため中止                 | コロナのため中止                     |
| 2021     | ドレスデン・モナークス           | シュヴェービッシュハル・ユニコーンズ |
| 2022     | ポツダム・ロイヤルズ             | シュヴェービッシュハル・ユニコーンズ |
| 2023     | ポツダム・ロイヤルズ             | シュヴェービッシュハル・ユニコーンズ |
| 2024     | ポツダム・ロイヤルズ             | シュヴェービッシュハル・ユニコーンズ |

## ジャーマンボウル歴代試合結果
| 回      | 開催日         | 優勝(出場回数)                              | 準優勝(出場回数)                           | スコア      | 開催地(開催回数)         | 観客数 |
| ------- | -------------- | ------------------------------------------- | ------------------------------------------ | ----------- | ------------------------ | ------ |
| I       | 1979年11月10日 | フランクフルター・レーベン (1)              | アンスバッハ・グリズリーズ (1)             | 14-8        | フランクフルト (1)       | 5,000  |
| II      | 1980年7月30日  | フランクフルター・レーベン (2)              | アンスバッハ・グリズリーズ (2)             | 21-12       | フランクフルト (2)       | 7,000  |
| III     | 1981年8月5日   | アンスバッハ・グリズリーズ (3)              | フランクフルター・レーベン (3)             | 27-6        | ケルン (1)               | 11,000 |
| IV      | 1982年11月2日  | アンスバッハ・グリズリーズ (4)              | ケルン・クロコダイルズ (1)                 | 12-6        | エッセン (1)             | 10,000 |
| V       | 1983年9月25日  | デュッセルドルフ・パンサー (1)              | アンスバッハ・グリズリーズ (5)             | 22-7        | ニュルンベルク (1)       | 7,000  |
| VI      | 1984年10月13日 | デュッセルドルフ・パンサー (2)              | アンスバッハ・グリズリーズ (6)             | 27-13       | エッセン (2)             | 10,000 |
| VII     | 1985年11月12日 | アンスバッハ・グリズリーズ (7)              | デュッセルドルフ・パンサー (3)             | 14-7        | ケルン (2)               | 9,000  |
| VIII    | 1986年7月27日  | デュッセルドルフ・パンサー (4)              | アンスバッハ・グリズリーズ (8)             | 27-14       | ヴュルツブルク (1)       | 10,000 |
| IX      | 1987年10月11日 | ベルリン・アドラー (1)                      | バーデナー・グリーフス (1)                 | 37-12       | ベルリン (1)             | 14,000 |
| X       | 1988年10月15日 | レッドバロンズ・ケルン (1)                  | デュッセルドルフ・パンサー (5)             | 25-20       | ベルリン (2)             | 11,000 |
| XI      | 1989年10月21日 | ベルリン・アドラー (2)                      | レッドバロンズ・ケルン (2)                 | 30-23       | ニュルンベルク (2)       | 10,500 |
| XII     | 1990年10月20日 | ベルリン・アドラー (3)                      | ケルン・クロコダイルズ (2)                 | 50-38       | デュッセルドルフ (1)     | 10,000 |
| XIII    | 1991年10月5日  | ベルリン・アドラー (4)                      | ケルン・クロコダイルズ (3)                 | 22-21       | ハンブルク (1)           | 13,000 |
| XIV     | 1992年10月3日  | デュッセルドルフ・パンサー (6)              | ミュンヘン・カウボーイズ (1)               | 24-23       | ハノーファー (1)         | 8,750  |
| XV      | 1993年9月25日  | ミュンヘン・カウボーイズ (2)                | ケルン・クロコダイルズ (4)                 | 42-36 (aet) | ミュンヘン (1)           | 10,100 |
| XVI     | 1994年9月17日  | デュッセルドルフ・パンサー (7)              | ベルリン・アドラー (5)                     | 27-17       | ハーナウ (1)             | 7,862  |
| XVII    | 1995年9月16日  | デュッセルドルフ・パンサー (8)              | ハンブルク・ブルーデビルズ (1)             | 17-10       | ブラウンシュヴァイク (1) | 12,125 |
| XVIII   | 1996年10月5日  | ハンブルク・ブルーデビルズ (2)              | デュッセルドルフ・パンサー (9)             | 31-12       | ハンブルク (2)           | 19,700 |
| XIX     | 1997年10月4日  | ブラウンシュヴァイク・ライオンズ (1)        | ケルン・クロコダイルズ (5)                 | 26-23       | ハンブルク (3)           | 14,800 |
| XX      | 1998年10月3日  | ブラウンシュヴァイク・ライオンズ (2)        | ハンブルク・ブルーデビルズ (3)             | 20-14       | ハンブルク (4)           | 22,100 |
| XXI     | 1999年10月9日  | ブラウンシュヴァイク・ライオンズ (3)        | ハンブルク・ブルーデビルズ (4)             | 25-24       | ハンブルク (5)           | 30,400 |
| XXII    | 2000年10月7日  | ケルン・クロコダイルズ (6)                  | ブラウンシュヴァイク・ライオンズ (4)       | 31-29       | ブラウンシュヴァイク (2) | 20,312 |
| XXIII   | 2001年10月6日  | ハンブルク・ブルーデビルズ (5)              | ブラウンシュヴァイク・ライオンズ (5)       | 31-13       | ハノーファー (2)         | 23,193 |
| XXIV    | 2002年10月12日 | ハンブルク・ブルーデビルズ (6)              | ブラウンシュヴァイク・ライオンズ (6)       | 16-13       | ブラウンシュヴァイク (3) | 21,097 |
| XXV     | 2003年10月11日 | ハンブルク・ブルーデビルズ (7)              | ブラウンシュヴァイク・ライオンズ (7)       | 37-36 (aet) | ヴォルフスブルク (1)     | 20,517 |
| XXVI    | 2004年10月9日  | ベルリン・アドラー (6)                      | ブラウンシュヴァイク・ライオンズ (8)       | 10-7        | ブラウンシュヴァイク (4) | 17,200 |
| XXVII   | 2005年10月8日  | ブラウンシュヴァイク・ライオンズ (9)        | ハンブルク・ブルーデビルズ (8)             | 31-28       | ハノーファー (3)         | 19,512 |
| XXVIII  | 2006年10月7日  | ブラウンシュヴァイク・ライオンズ (10)       | マールブルク・マーセナリーズ (1)           | 31-13       | ブラウンシュヴァイク (5) | 15,897 |
| XXIX    | 2007年10月6日  | ブラウンシュヴァイク・ライオンズ (11)       | シュトゥットガルト・スコーピオンズ (1)     | 27-6        | シュトゥットガルト (1)   | 8,152  |
| XXX     | 2008年9月29日  | ブラウンシュヴァイク・ライオンズ (12)       | キール・バルティックハリケーンズ (1)       | 20-14       | フランクフルト (3)       | 16,177 |
| XXXI    | 2009年10月3日  | ベルリン・アドラー (7)                      | キール・バルティックハリケーンズ (2)       | 28-21       | フランクフルト (4)       | 14,234 |
| XXXII   | 2010年10月9日  | キール・バルティックハリケーンズ (3)        | ベルリン・アドラー (8)                     | 17-10       | フランクフルト (5)       | 11,121 |
| XXXIII  | 2011年10月8日  | シュヴェービッシュハル・ユニコーンズ (1)    | キール・バルティックハリケーンズ (4)       | 48-44       | マクデブルク (1)         | 11,711 |
| XXXIV   | 2012年10月13日 | シュヴェービッシュハル・ユニコーンズ (2)    | キール・バルティックハリケーンズ (5)       | 56-53       | ベルリン (3)             | 11,242 |
| XXXV    | 2013年10月12日 | ニューヨーカー・ライオンズ (13)             | ドレスデン・モナークス (1)                 | 35-34       | ベルリン (4)             | 12,157 |
| XXXVI   | 2014年10月11日 | ニューヨーカー・ライオンズ (14)             | シュヴェービッシュハル・ユニコーンズ (3)   | 47-9        | ベルリン (5)             | 12,531 |
| XXXVII  | 2015年10月10日 | ニューヨーカー・ライオンズ (15)             | シュヴェービッシュハル・ユニコーンズ (4)   | 41-31       | ベルリン (6)             | 12,051 |
| XXXVIII | 2016年10月8日  | ニューヨーカー・ライオンズ (16)             | シュヴェービッシュハル・ユニコーンズ (5)   | 31-20       | ベルリン (7)             | 13,047 |
| XXXIX   | 2017年10月7日  | シュヴェービッシュハル・ユニコーンズ (6)    | ニューヨーカー・ライオンズ (17)            | 14-13       | ベルリン (8)             | 13,502 |
| XL      | 2018年10月13日 | シュヴェービッシュハル・ユニコーンズ (7)    | フランクフルト・ユニバース (1)             | 21-19       | ベルリン (9)             | 15,213 |
| XLI     | 2019年10月12日 | ニュー・ヨーカー・ライオンズ (18)           | シュヴェービッシュ・ハル・ユニコーンズ (8) | 10-7        | フランクフルト (6)       | 20,832 |
| XLII    | 2021年10月9日  | ドレスデン・モナークス (2)                  | シュヴェービッシュ・ハル・ユニコーンズ (9) | 28-19       | フランクフルト (7)       | 14,378 |
| XLIII   | 2022年10月8日  | シュヴェービッシュ・ハル・ユニコーンズ (10) | ポツダム・ロイヤルズ (1)                   | 44-27       | フランクフルト (8)       | 9,637  |
| XLIV    | 2023年10月14日 | ポツダム・ロイヤルズ (2)                    | シュヴェービッシュ・ハル・ユニコーンズ(11) | 34-7        | エッセン (1)             | 9,516  |
| XLV     | 2024年10月12日 | ポツダム・ロイヤルズ (3)                    | ドレスデン・モナークス (3)                 | 27-21       | エッセン (2)             | 9,712  |